# Stelis hymenantha
Stelis hymenantha är en orkidéart som beskrevs av Rudolf Schlechter. Stelis hymenantha ingår i släktet Stelis och familjen orkidéer. Inga underarter finns listade i Catalogue of Life.